# Museo biografico

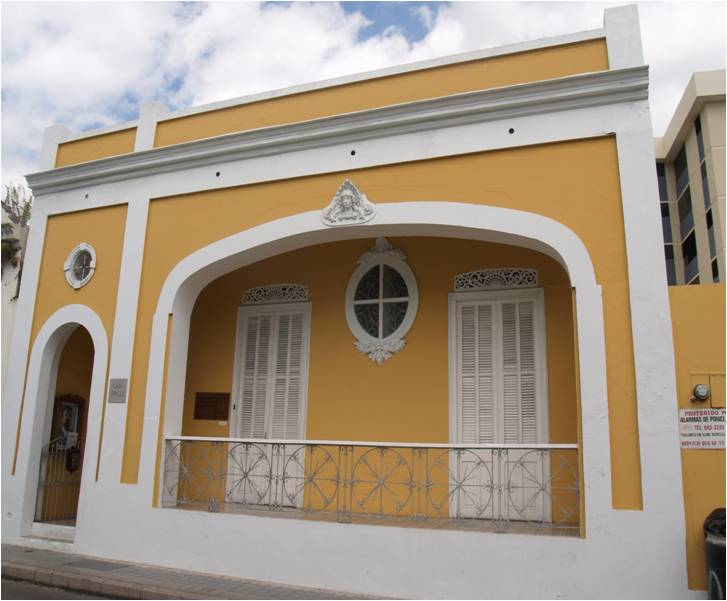
Il museo biografico Casa Paoli nel Barrio Cuarto, a Ponce, Porto Rico, racconta la storia del tenore portoricano Antonio Paoli

Un museo biografico è un museo dedicato all'esposizione di oggetti relativi alla vita di una singola persona o di un gruppo di persone, e può anche esporre gli oggetti da loro collezionati durante la loro vita. Alcuni musei biografici si trovano in una casa o in un altro luogo associato alla vita dei loro soggetti, come il Museo Claude-Debussy. Altri esempi di musei biografici situati presso abitazioni sono la Quinta de Bolívar a Bogotà, la Keats-Shelley Memorial House a Roma, e il Museo Nazionale Gjergj Kastrioti Skënderbeu a Krujë.
Alcune case di personaggi famosi ospitano collezioni nell'ambito delle competenze o degli interessi del proprietario, oltre a raccolte del loro materiale biografico. È il caso è del Wellington Museum presso la Apsley House a Londra, casa del primo duca di Wellington, che, oltre ai cimeli biografici della vita del duca, ospita anche la sua collezione di dipinti. Altri musei biografici, come molte delle biblioteche presidenziali statunitensi, sono ospitati in edifici appositamente costruiti.